# Louis Poule
 (mars 2015).
Si vous disposez d'ouvrages ou d'articles de référence ou si vous connaissez des sites web de qualité traitant du thème abordé ici, merci de compléter l'article en donnant les références utiles à sa vérifiabilité et en les liant à la section « Notes et références ».
L'abbé Nicolas-Louis Poule (ou Poulle ou de Poulle) est un prêtre et prédicateur français issu d'une famille de la noblesse de robe d'Avignon, né à Avignon le 10 février 1703 et mort le 8 novembre 1781.

## Biographie
Ses Exhortations de charité, prêchées, l’une au Grand-Châtelet, en faveur des pauvres prisonniers, la seconde, dans une autre assemblée religieuse, en faveur des enfants trouvés ont fait le succès de l’abbé Poule auprès de la Cour[réf. nécessaire].
Il devient prédicateur ordinaire du roi et abbé commendataire de la riche abbaye de Notre-Dame de Nogent-sous-Coucy en 1748. Par paresse, dit-on[Qui ?], il cesse de composer des prêches après son panégyrique de Saint Louis à l'Académie française (1748), ce qui lui vaut le mot de Louis XV : « Quand les poules sont grasses, elles ne pondent plus ! »[réf. nécessaire]
Avare de publication, il garde durant quarante ans ses discours dans sa mémoire. Ce n'est qu’en 1776 qu’il cède aux instances réitérées de son neveu et homonyme, l’abbé Poule.
Ce recueil contient aussi le Panégyrique de Saint Louis et le Discours sur la prise d’habit de madame de Rupelmonde, publié en 1752. Le tout a été réimprimé en 1781, en 1818 et en 1825 à Avignon (2 vol. in-12.).

## Famille
Il est parent d'Antoine-Joseph des Laurents (1713-1785), évêque de Saint-Malo de 1767 à 1785, fils d'Antoine des Laurents, seigneur de Champfort, et de Marie Poule.
Il est l'oncle de l'abbé Louis de Poulle (ou Poule) (1743 Avignon-1834 idem) grand prévôt à la cathédrale d'Orange, vicaire général de l'évêque de Saint-Malo, député suppléant du clergé d'Orange aux états généraux.

## Œuvres
- Panégyrique de saint Louis, roi de France, prononcé dans la chapelle du Louvre, en présence de Messieurs de l'Académie française, le 25 août 1748, In-4° , 28 p., Paris, impr. de J.-B. Coignard, 1748.
- Discours sur la prise d'habit de Madame la Comtesse de Rupelmonde, aux Carmélites de la rue de Grenelle, le 8 octobre 1751, par M. Poulle,..., In-12, 70 p, Paris, impr. de P.-G. Le Mercier, 1752.
- Sermons de M. l'abbé Poulle, 2 vol. in-12, Paris, Mérigot le jeune, 1778.
- Exorde général sur la religion chrétienne, par M. l'abbé Poulle, suivi de l'Éloge de cet illustre orateur, par M. le Marquis de Ste Croix, In-12, 72 p., Avignon, Aubanel, 1823.
- Œuvres choisies de l'abbé Poulle, précédées d'une notice biographique, In-16, XI-259 p., Paris, Salmon, 1828.